# Nặc La Bố
Nặc La Bố (tiếng Trung: 諾羅布, 24 tháng 3 năm 1650 – 17 tháng 3 năm 1717) là một hoàng thân của nhà Thanh trong lịch sử Trung Quốc, người thừa kế 1 trong 12 tước vị Thiết mạo tử vương.

## Cuộc đời
Nặc La Bố sinh vào giờ Tị, ngày 23 tháng 2 (âm lịch) năm Thuận Trị thứ 7 (1650). Ông là con trai thứ ba của Thuận Thừa Cung Huệ Quận vương Lặc Khắc Đức Hồn. Mẹ ông là Trắc Phúc tấn Trát Nhĩ Cát thị. Năm Khang Hi thứ 37 (1698), tháng giêng, ông được phong làm Đầu đẳng Thị vệ. Tháng 2 thụ Phó Đô thống. Năm thứ 40 (1701), ông nhậm Nghị chính đại thần, kiêm Hữu dực Tiền phong Thống lĩnh. Năm thứ 42 (1703), tháng 2, ông nhậm chức Tướng quân Hàng Châu.
Năm thứ 54 (1715), cháu trai của ông là Bố Mục Ba bị định tội đem ngựa ngự tứ ban cho kẻ khác, bị lột bỏ tước vị, ông được tập tước Thuận Thừa Quận vương đời thứ 7. Năm thứ 56 (1717), ngày 5 tháng 2 (âm lịch), giờ Tuất, ông qua đời, thọ 68 tuổi, được truy thụy Thuận Thừa Trung Quận vương (顺承忠郡王). Con trai thứ tư của ông là Tích Bảo tập tước. Cũng kể từ đây, đại tông của Thuận Thừa vương phủ hoàn toàn do hậu duệ của ông kế thừa.

## Gia quyến

### Thê thiếp
- Đích Phúc tấn: Triệu Giai thị (兆佳氏), con gái của Bát phẩm quan Ái Đạt Hán (爱达汉).
- Trắc Phúc tấn: Thạch thị (石氏), con gái của Thạch Đạt (石达).
- Thứ Phúc tấn:
  - Tha Tháp Lạp thị (他塔喇氏), con gái của Tá lĩnh Tứ Cách (四格).
  - Ngô thị (吳氏), con gái của Bật Tề Khắc (弼齐克).
- Thiếp: Ngô thị (吳氏), con gái của Ba Khắc Khâm (巴克欽).

### Con trai
1. Ngạch Nhĩ Bố (額爾布; 1670 – 1671), mẹ là Đích Phúc tấn Triệu Giai thị. Chết yểu.
2. Hỗ Tích Ba (祜錫巴; 1673 – 1674), mẹ là Đích Phúc tấn Triệu Giai thị. Chết yểu,
3. Tể Lan Thái (濟蘭太; 1680 – 1722), mẹ là Trắc Phúc tấn Thạch thị. Năm 1722 nhậm Hộ quân Tham lĩnh. Có ba con trai.
4. Tích Bảo (錫保; 1688 – 1742), mẹ là Trắc Phúc tấn Thạch thị. Năm 1717 tập tước Thuận Thừa Quận vương. Từng chưởng quản Tông Nhân phủ, nhậm Đô thống, Nghị chính đại thần. Năm 1731 được phong Thuận Thừa Thân vương, 2 năm sau (1733) thì bị cách tước. Sau khi qua đời thì hạ táng theo nghi lễ của Quận vương. Có năm con trai.
5. Bảo Phúc (保福, 1709 – 1749), mẹ là Thứ Phúc tấn Ngô thị. Có bốn con trai.
6. Bảo Thượng (保尚, 1712 – 1732), mẹ là Thứ Phúc tấn Ngô thị. Có một con trai.
7. Phong Nột Hách (封訥赫, 1715 – 1765), mẹ là Thứ Phúc tấn Tha Tháp Lạp thị. Năm 1735 được phong Phụng ân Tướng quân. Năm 1741 nhậm Hộ quân Tham lĩnh. Sau khi qua đời 4 tháng bị truy cách Phụng ân Tướng quân. Có bốn con trai.